# Nice-Matin
Nice-Matin est un journal quotidien et régional français, dont le siège se trouve à Nice dans le département français des Alpes-Maritimes.
Sa zone de diffusion est le département des Alpes-Maritimes en sept éditions différentes.
Il est une filiale du groupe Nice-Matin, dont l'actionnaire majoritaire est Xavier Niel.

## Historique

### Période Bavastro
Nice-Matin est fondé le 15 septembre 1945 par Michel Bavastro, ancien journaliste sportif à L'Éclaireur de Nice avant la guerre, et en fut le patron pendant 47 ans. Le quotidien a pris la succession de Combat de Nice et du Sud-Est, lui-même issu du journal clandestin de l'antenne locale du mouvement Combat.
Nice-Matin fait face à ses débuts à la concurrence d'un autre quotidien Le Patriote de Nice et du Sud-Est, rebaptisé plus tard Le Patriote Côte d'Azur, lui aussi basé à Nice et dirigé par Virgile Barel, l'un des nombreux journaux régionaux communistes fédérés dans l'Union française de l'information, qui a ensuite décliné au cours des années 1950.
Michel Bavastro est le directeur administratif du nouveau quotidien jusqu'en 1949, avant d'en devenir le PDG inamovible jusqu'en 1996. En 1949, Nice-Matin rachète le journal socialiste L’Espoir, et en juillet 1951, reprend les locaux et du matériel de feu L'Éclaireur, avenue de la Victoire.
Dès sa création, Nice-Matin se trouve en situation de quasi-monopole dans les Alpes-Maritimes. Outre L’Espoir, racheté en 1949, les deux autres journaux présents L'Aurore et Le Patriote, tous deux communistes, subissent les conséquences après les purges staliniennes de 1949 sur la couverture de l'UFI, y compris sportive.
Il s'est toujours trouvé en adéquation avec le pouvoir médeciniste. Parvenant à éviter toute implantation concurrente, il s'étend aussi sur les départements voisins des Alpes-Maritimes (le Var, la Corse, etc.), où la concurrence avec son grand rival, Le Provençal de Gaston Defferre, est acharnée, en particulier au tournant des années 1950 et 1960, avant de parvenir à un partage des positions.
En 1979, le journal quitte le centre-ville et installe ses locaux dans le quartier Saint-Augustin, le long de la route de Grenoble.
En 1996, Michel Bavastro passe la main à son fils, Gérard Bavastro, son directeur général depuis 1978.

### Période Hachette-Lagardère
Entre 1994 à 1996, le journal se trouve au centre d'un conflit qui oppose le Hachette Filipacchi Médias, filiale de Lagardère, avec lequel Michel Comboul, co-responsable de la rédaction et héritier de l'un des fondateurs du journal, s'est allié, et le groupe Havas, avec lequel les Bavastro sont associés. À la fin de l'année 1997, le groupe Hachette vient de faire l'acquisition des actions Bavastro à hauteur de 6 %. Ce groupe, héritier de la vieille maison d'édition Hachette, constitue l'un des plus importants et des plus influents holdings de la presse française, outre ses activités dans le secteur du livre et dans la distribution des médias. Il a été racheté en 1981 par le groupe Lagardère, dirigé par Jean-Luc Lagardère, qui a des ambitions dans la presse régionale, notamment dans la région. Ce groupe détient, en effet, les deux autres quotidiens provençaux, La Provence et Var-Matin.
La transaction prendra effet le 5 février 1998. Hachette, qui a racheté les parts de plusieurs actionnaires, possèdera dès lors le contrôle du journal. De plus, en mars 1998, Gérard Bavastro décèdera et Michel Comboul deviendra alors PDG ce qui favorisera l'évolution vers la constitution d'un grand pôle de presse régionale avec des titres comme La Provence, Le Midi Libre, Nice-Matin. En août 2007, le groupe Nice-Matin, comprenant Nice-Matin, Var-Matin et Corse-Matin, sera racheté par le groupe Lagardère Active.

### Période Hersant Média
Le 13 août 2007, Lagardère SCA annonce la vente de ses titres régionaux du sud de la France, soit les quotidiens du Groupe Nice-Matin ainsi que La Provence, au Groupe Hersant Média (GHM) pour un montant de 160 millions d'euros.
En réaction à une baisse prolongée de ses ventes, Nice-Matin change de formule le 8 octobre 2005 avec une nouvelle maquette simplifiée, puis il change son format le 8 avril 2006 pour adopter un format tabloïd avec une répartition à six colonnes. Avec 64 pages en moyenne (certaines éditions allant jusqu'à 96 pages), il s'épaissit mais les articles sont plus courts. Cette nouvelle formule suit la tendance générale de la presse quotidienne régionale (PQR) en France qui se rapproche du format tabloïd. Le journal développe aussi une offre numérique, notamment grâce aux applications smartphones et une édition en format numérique.

### Difficultés
En mai 2014, le groupe Nice-Matin est placé en redressement judiciaire, les salariés rachètent le journal et une nouvelle ligne éditoriale se met en place, impliquant davantage les lecteurs dans le contenu du titre. Ce changement sera un succès : Nice-Matin voit ses ventes reprendre.
Le 6 mars 2019, le groupe Nice-Matin obtient une procédure de sauvegarde au tribunal de commerce de Nice. Une décision contestée par l'actionnaire Belge Nethys qui a réalisé plus de 20 millions d'euros d'investissements lors des deux dernières années et qui ne souhaite pas lâcher ses parts dans le groupe. La décision du tribunal de commerce de Nice laisse en effet la place au milliardaire franco-libanais Iskandar Safa pour s'introduire dans le capital du groupe après une première tentative ratée en 2014.
Le 22 mars 2019, le groupe Nethys contre-attaque et forme un recours afin d'annuler la procédure de sauvegarde décidée début mars par le tribunal de commerce de Nice. Nethys "sollicite la rétractation en toutes dispositions de ce jugement".
En juin 2019, alors que l'homme d'affaires Iskandar Safa (également propriétaire de Valeurs Actuelles) était annoncé comme le favori au rachat de Nice-Matin, Xavier Niel annonce être entré en négociations exclusives pour reprendre dans des délais courts une participation majoritaire de 34 % des parts (auparavant détenues par le groupe belge Nethys).
Le vendredi 12 juillet 2019 un nouveau rebondissement intervient dans le rachat de Nice-Matinː les salariés actionnaires votent en effet contre un rachat du titre par Xavier Niel choisissant ainsi Iskandar Safa. Ce vote survient alors que Xavier Niel s'est déjà mis d'accord avec Nethys pour récupérer 34 % des parts de Nice-Matin.
Le 19 juillet 2019, un administrateur du groupe Safa, Francis Morel, se rend au siège de Nice-Matin pour rencontre le PDG Jean-Marc Pastorino. Quelque temps avant, Xavier Niel annonçait qu'il siégerait personnellement au sein du conseil d'administration du journal. Il devrait devenir actionnaire majoritaire de Nice-Matin en 2020.
Le 29 juillet 2019, Iskandar Safa retire son offre de rachat de Nice-Matin,. Une décision qui laisse ainsi les mains libres à Xavier Niel pour prendre le contrôle du journal.
Le 11 octobre 2019, Nice-Matin engage la fin de son statut coopératif en vue du rachat en totalité par Xavier Niel,.
Le 13 février 2020, les salariés actionnaires de Nice-Matin s'engagent à valider le rachat de 100 % des parts du journal par Xavier Niel. A l'heure actuelle[Quand ?], celui-ci n'est toujours détenteur que de 51 % des parts. Ce dernier promet de financer un plan de départs volontaires qui devrait concerner plus de 80 salariés non-journalistes alors que le groupe emploie plus de 850 personnes,. Une trentaine de journalistes pourraient également être sur le départ en vertu de la clause de cession qui permet à des journalistes de quitter leur média dans des dispositions légales intéressantes pendant un an à compter de la date officielle de changement de propriétaire. Le tribunal de commerce doit valider ce rachat courant mars 2020.
Début juillet 2020, la rédaction apprend que Nice-Matin devrait repenser son maillage territorial et pourrait se rapprocher de La Provence, également détenue par Xavier Niel, pour rassembler les deux titres au sein d'un même centre d'impression,.
En avril 2021, la SNJ de Nice Matin a alerté sur les mauvais résultats du quotidien, passé de 77 000 exemplaires vendus en 2016 à 61 000 en 2020, soulignant le manque de moyens du journal.

## Les éditions locales
Alpes Maritimes :
- Monaco
- Menton
- Nice métropole
- Grand ouest

Var :
- Centre Var
- Est Var
- Golfe de Saint-Tropez
- Toulon métropole gapeau
- Ouest Var

## Organisation
- Directeur de publication : Anthony Maarek
- Directeur de la rédaction : Denis Carreaux[24]
- Rédacteur en chef - Alpes-Maritimes : Éric Néri[24]
- Rédacteur en chef - Var :  Philippe Courtois[24]
- Anciens dirigeants :
  - Michel Bavastro, de 1949 à 1996[25]
  - Gérard Bavastro, de 1996 à 1998
  - Michel Comboul, de mars 1998[26] au 31 janvier 2008[27]
  - Jean-Paul Louveau, du 31 janvier 2008 à janvier 2009[28]
  - Éric Debry, de janvier 2009 à avril 2010[29]
  - Dominique Bernard
  - Robert Namias de novembre 2014 à septembre 2015[30]

## Diffusion
| Année | Diffusion totale payée | Diffusion totale |
| ----- | ---------------------- | ---------------- |
| 2002  | –                      | –                |
| 2003  | –                      | –                |
| 2004  | –                      | –                |
| 2005  | 119 748                | 122 731          |
| 2006  | 115 791                | 118 566          |
| 2007  | 114 592                | 117 679          |
| 2008  | 112 009                | 114 598          |
| 2009  | 108 172                | 110 619          |
| 2010  | 106 379                | 108 826          |
| 2011  | 101 882                | 104 138          |
| 2012  | 96 257                 | 98 304           |
| 2013  | 90 175                 | 92 107           |
| 2014  | 85 361                 | 87 884           |
| 2015  | 79 846                 | 82 289           |
| 2016  | 79 846                 | 78 681           |
| 2017  | 73 097                 | 74 797           |
| 2018  | 69 010                 | 70 459           |
| 2019  | 66 046                 | 67 367           |
| 2020  | 61 561                 | 62 881           |
| 2021  | 57 793                 | 59 100           |
| 2022  | 53 560                 | 54 717           |
| 2023  | 51 146                 | 52 299           |
| 2024  | 49 890                 | 50 991           |

## Suppléments
- Sports (supplément du lundi)
- L'éco (supplément du lundi)
- L'immobilier (supplément du mardi)
- Sortir le magazine des loisirs (supplément du mercredi)
- Campus (supplément du mercredi)
- Mag Sport" (supplément du Jeudi)
- L'auto (supplément du vendredi)
- TV Magazine (supplément du samedi)
- Juniors (supplément du samedi)
- Version Femina (supplément du dimanche et le samedi pour la Corse)
- Santé (supplément du dimanche)
- Détente (supplément du dimanche)
- Sports (supplément du dimanche)